# 高橋寛 (ラグビー選手)
高橋 寛（たかはし ひろし、1974年9月9日 - ）は、日本の元ラグビー選手。

## プロフィール
- 東京都出身[1]。
- 現役時代のポジションはプロップ(PR)。
- 日本代表通算キャップ数は5。

## 略歴
成蹊高校、帝京大学を経て、1999年、東芝府中に加入。
2009年、現役を引退した。

## 受賞歴
- 2003-2004シーズン:ベストフィフティーン
- 2004-2005シーズン:ベストフィフティーン
- 2005-2006シーズン:ベストフィフティーン